# Fars
Fars (pers. ‏استان فارس‎) – ostan w południowo-zachodnim Iranie, ze stolicą w Szirazie. Prowincja ta znana jest również jako Farsistan.

## Geografia
Ostan Fars położony jest w południowo-zachodnim Iranie w obrębie drugiego regionu administracyjnego. Od północy graniczy z ostanem Isfahan, od wschodu z ostanami Jazd i Kerman od południowego wschodu i południa z ostanem Hormozgan, od zachodu z Buszehr, a od północnego zachodu z Kohgiluje wa Bujerahmad. Z północnego zachodu na południowy wschód przez Fars biegną góry Zagros dzieląc go na dwie rozróżnialne części, będące górzystymi wyżynami. Pierwsza położona jest na północy i północnym zachodzie ostanu, zaczynając się od gór okolic Semirom i kończąc na południe od Abade w Kuh-e Azamat. Druga położona jest na południu i południowym wschodzie i obejmuje wyżyny okolic Szirazu, w tym Kuh-e Maharlu, Kuh-e Charman i Toraj Mountains Joints, wyżyny ostanu Kohgiluje ku Kuh-e Mamesami wraz z Kuh-e Darab oraz Tangistan.
Na terenie ostanu znajdują się jeziora Darjacze-je Taszk, Darjacze-je Bachtegan, Darjacze-je Kaftar, Darjacze-je Maharlu, Darjacze-je Pariszan oraz liczne obszary chronione, w tym: Park Narodowy Bachtegan, Park Narodowy Bamou, Tang-e-Bostanak, Bahramgor, Arjan.
Głównymi miastami ostanu są: stolica Sziraz, Abade, Darab, Estahban, Fasa, Firuzabad, Eghlid, Dżahrom, Bejza, Kazerun, Lamerd, Marwdaszt i Nejriz.

## Ludność
W 1996 roku ostan ten zamieszkiwało 3 817 000, z których 56,7% zamieszkiwało miasta, 41% wsie, a 1,4% stanowiły plemiona wędrowne. Według spisu ludności z 2006 roku Fars zamieszkiwało 4 336 878 osób. Spis ludności z 2011 roku podaje 4 596 658 mieszkańców, co stanowi 6,12% populacji Iranu. Wśród tych osób 2 315 914 stanowili mężczyźni, a 2 280 744 kobiety. 72,1% stanowi ludność w wieku 15-64 lat, 22,3% w wieku do lat 14, a 5,6% w wieku lat 65 i większym.